# 데로이 두아르트
데로이 데카르나카우 두아르트(포르투갈어: Deroy D'Encarnação Duarte, 1999년 7월 4일 ~ )는 파르바리가 클럽 루도고레츠 라즈그라드에서 미드필더로 활약하는 카보베르데의 프로 축구 선수이다. 네덜란드에서 태어난 그는 카보베르데 국가대표팀의 일원으로도 활약 중이다.

## 구단 경력

### 스파르타 로테르담
두아르트는 스파르타 로테르담에서 유소년 축구를 했다. 트베이더 디비시가 다시 도입되면서 네덜란드 축구 리그 시스템에 합류한 종 스파르타 로테르담에서 정기적으로 뛰기 시작했다. 2016-17년 시즌에는 스파르타의 1군 벤치에서 몇 경기 동안 경기에 출전하지 못했다.
그는 2017-18년 시즌에 스파르타에서 프로 데뷔 전을 치렀으며, VVV 펜로 원정 경기에서 3-0으로 패한 81분에 슈타인 스피링스를 대신해 출전했다. 스파르타는 그 시즌에 에이르스터 디비시로 강등되었다. 그러나 그는 팀의 일원으로 2위를 차지했고, 승격 플레이오프에서 TOP 오스와 더 흐라프스합를 상대로 승리한 후 에레디비시로 돌아갔다.
다음 2019-20년 시즌에는 주로 교체 선수로 활약했으며, 그의 형 라로스 두아르트가 그보다 앞선 선수들 중 한 명이었다. 그러나 그는 2020-21년 시즌 스파르타에서의 다섯 번째이자 마지막 시즌에 주전으로 자리 잡았다. 그의 스파르타와의 계약은 2021년 6월에 만료되었으며, 두아르트는 클럽에서 115경기에 출전해 총 13골을 기록했다.

### 포르튀나 시타르트
2021년 8월 12일, 두아르트는 포르튀나 시타르트와 3년 계약을 체결했고, 포르튀나 시타르트는 스파르타에서 자유 이적으로 그를 영입했다. 이틀 후, 그는 트벤터와의 시즌 개막전에서 데뷔 전을 치렀고, 그 경기는 2-1로 승리했다. 2022년 2월 26일, 그는 캄뷔르와의 경기에서 클럽의 첫 골을 기록했다.

### 루도고레츠 라즈그라드
2024년 6월, 그는 불가리아로 이주하여 루도고레츠 라즈그라드에 합류했다.

## 국가대표팀 경력
네덜란드에서 태어난 두아르트는 카보베르데 혈통이다. 그는 2022년 3월에 카보베르데 국가대표팀 친선 경기에 소집되었다. 그는 카보베르데에서 열린 과들루프와의 친선 경기에서 2-0으로 승리하며 데뷔했다.

## 사생활
그는 축구 선수 라로스 두아르트의 남동생이다.